# Kevin Harvick

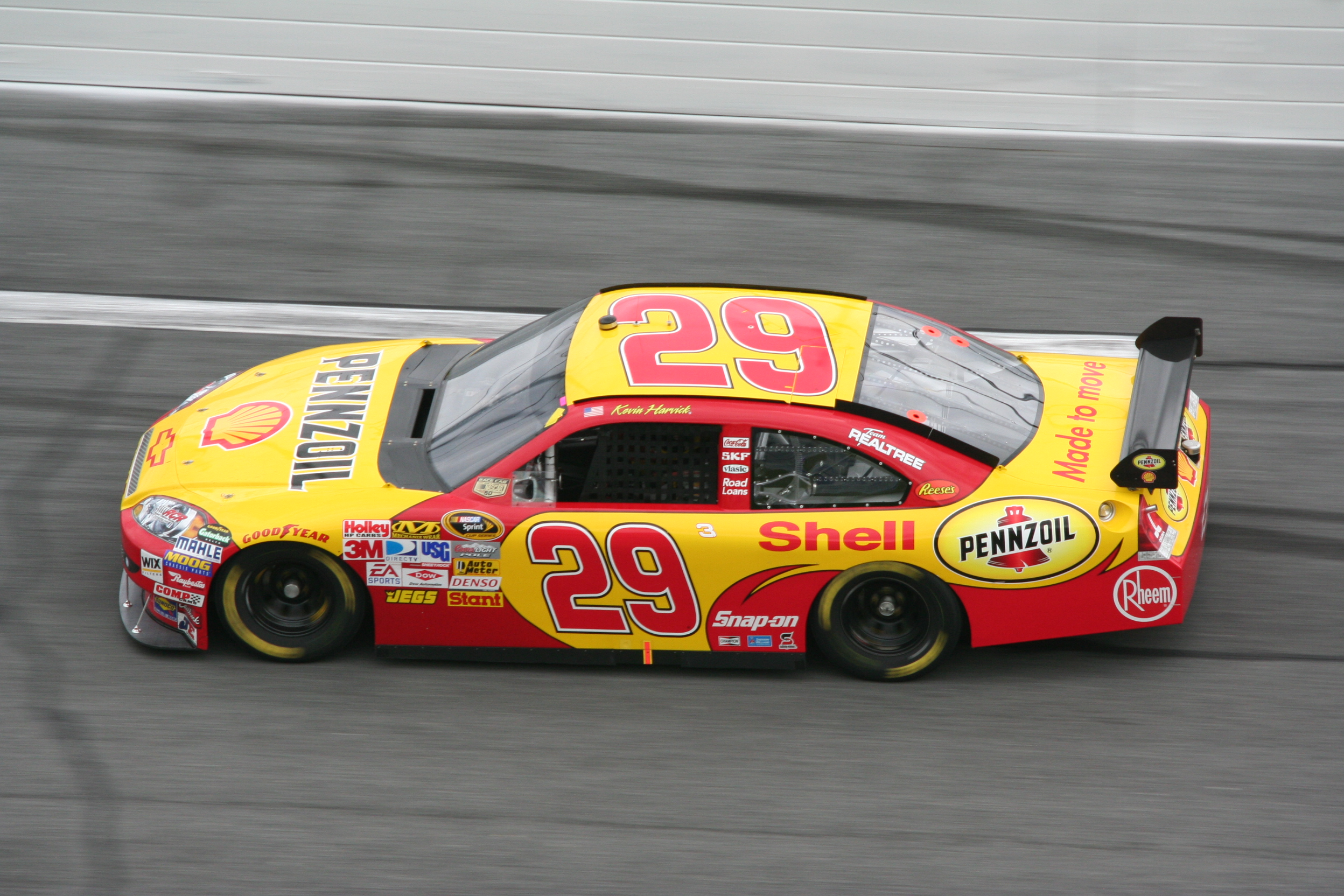
Harvicks Chevrolet uit 2008.

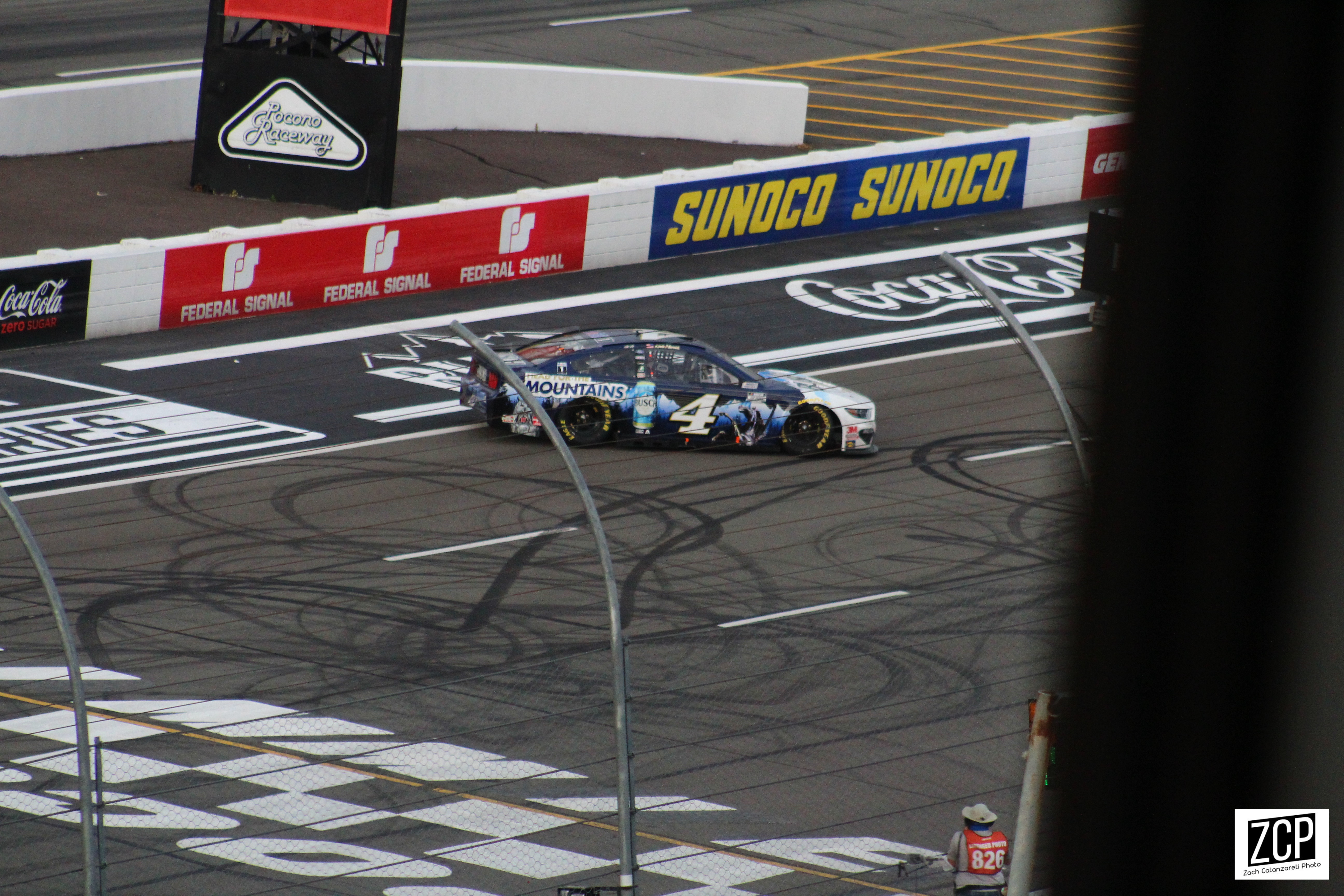
Kevin Harvick won 9 races in 2020, maar was geëlimineerd in de ronde van 8

Kevin Michael Harvick (Bakersfield (Californië), 8 december 1975) is een Amerikaans autocoureur die actief is in de NASCAR Cup Series. Hij won de NASCAR Busch Series in 2001 en 2006 en de NASCAR (Sprint) Cup Series in 2014.

## Carrière
Harvick startte zijn carrière in de NASCAR in 1995 in de Craftsman Truck Series. In 1999 reed hij één race in de Busch Series om in 2000 het kampioenschap fulltime te rijden. Hij won drie races dat jaar, eindigde op de derde plaats in de eindstand en won de trofee rookie of the year als beste nieuweling. In 2001 debuteerde hij in de Winston Cup maar bleef ook in de Busch Series rijden. Hij reed beide kampioenschappen fulltime en reed zo 68 races uit de twee kampioenschappen in één jaar tijd. Hij won het kampioenschap in de Busch Series en won in zijn debuutseizoen in de Winston Cup twee races en eindigde negende in de eindstand wat hem de trofee rookie of the year voor het tweede jaar op rij opleverde, deze keer voor zijn prestaties in de Winston Cup, de huidige Sprint Cup.
In 2003 won hij de Brickyard 400 en in 2006 werd hij kampioen in de Busch Series, de huidige Nationwide Series, voor de tweede keer in zijn carrière. In 2007 won hij de meest prestigieuze race in de NASCAR, de Daytona 500. In 2010 won hij drie races en werd hij derde in de eindstand van het Sprint Cup kampioenschap.

## Resultaten in de NASCAR Sprint Cup
Sprint Cup resultaten (aantal gereden races, polepositions, gewonnen races en positie in het kampioenschap)
| Jaar | Team                     | Races | Polepositions | Overwinningen | Kampioenschap |
| ---- | ------------------------ | ----- | ------------- | ------------- | ------------- |
| 2001 | Richard Childress Racing | 35    | 0             | 2             | 9e            |
| 2002 | Richard Childress Racing | 35    | 1             | 1             | 21e           |
| 2003 | Richard Childress Racing | 36    | 1             | 1             | 5e            |
| 2004 | Richard Childress Racing | 36    | 0             | 0             | 14e           |
| 2005 | Richard Childress Racing | 36    | 2             | 1             | 14e           |
| 2006 | Richard Childress Racing | 36    | 1             | 5             | 4e            |
| 2007 | Richard Childress Racing | 36    | 0             | 1             | 10e           |
| 2008 | Richard Childress Racing | 36    | 0             | 0             | 4e            |
| 2009 | Richard Childress Racing | 36    | 0             | 0             | 19e           |
| 2010 | Richard Childress Racing | 36    | 0             | 3             | 3e            |
| 2011 | Richard Childress Racing | 36    | 0             | 4             | 3e            |
| 2012 | Richard Childress Racing | 36    | 0             | 1             | 8e            |
| 2013 | Richard Childress Racing | 36    | 1             | 4             | 3e            |
| 2014 | Stewart-Haas Racing      | 36    | 8             | 5             | 1e            |
| 2015 | Stewart-Haas Racing      | 36    | 2             | 3             | 2e            |
| 2016 | Stewart-Haas Racing      | 36    | 7             | 4             | 8e            |
| 2017 | Stewart-Haas Racing      | 36    | 4             | 2             | 3e            |
| 2018 | Stewart-Haas Racing      | 36    | 4             | 9             | 3e            |
| 2019 | Stewart-Haas Racing      | 36    | 6             | 5             | 3e            |
| 2020 | Stewart-Haas Racing      | 36    | 6             | 9             | 5e            |
| 2021 | Stewart-Haas Racing      | 36    | 1             | 0             | 5e            |
| 2022 | Stewart-Haas Racing      | 36    | 0             | 2             | 15e           |

*- seizoen bezig